# Hannibal Mejbri
Hannibal Mejbri (Ivry-sur-Seine, 21 januari 2003) is een Tunesisch-Frans voetballer.

## Clubcarrière
Mejbri begon zijn jeugdopleiding bij Paris FC. In 2016 kon hij rekenen op interesse van onder andere Manchester United, Manchester City, Liverpool FC en Arsenal FC. Het was echter AS Monaco dat hem, na een ommetje bij AC Boulogne-Billancourt, voor zo'n miljoen euro vastlegde. Twee jaar later verkocht de club hem voor het tienvoudige aan Manchester United. Na zijn tweede seizoen bij de jeugd won hij er de Denzil Haroun Reserve Team Player of the Year, de prijs voor de beste beloftenspeler van het seizoen.
Op 23 mei 2021 maakte Mejbri zijn officiële debuut in het eerste elftal van Manchester United: op de slotspeeldag van de Premier League mocht hij tegen Wolverhampton Wanderers in de 82e minuut invallen voor Juan Mata. In het seizoen 2021/22 kreeg hij op de dertigste speeldag zijn eerste officiële speelminuten in het eerste elftal: in de 4-0-nederlaag tegen Liverpool FC liet trainer Ralf Rangnick hem in de 84e minuut invallen voor Anthony Elanga. 8Op de slotspeeldag van het seizoen kreeg hij een basisplaats tegen Crystal Palace (1-0-verlies).
In augustus 2022 werd Mejbri door Manchester United voor een seizoen uitgeleend aan tweedeklasser Birmingham City.

## Clubstatistieken
| Seizoen     | Club              | Competitie       | Competitie | Competitie | Competitie | Beker | Beker | Beker | Internationaal | Internationaal | Internationaal | Totaal | Totaal | Totaal |
| Seizoen     | Club              | Competitie       | Wed.       | Dlp.       | Ass.       | Wed.  | Dlp.  | Ass.  | Wed.           | Dlp.           | Ass.           | Wed.   | Dlp.   | Ass.   |
| ----------- | ----------------- | ---------------- | ---------- | ---------- | ---------- | ----- | ----- | ----- | -------------- | -------------- | -------------- | ------ | ------ | ------ |
| 2020/21     | Manchester United | Premier League   | 1          | 0          | 0          | 0     | 0     | 0     | —              | —              | —              | 1      | 0      | 0      |
| 2021/22     | Manchester United | Premier League   | 2          | 0          | 0          | 0     | 0     | 0     | 0              | 0              | 0              | 2      | 0      | 0      |
| Club Totaal | Club Totaal       | Club Totaal      | 3          | 0          | 0          | 0     | 0     | 0     | 0              | 0              | 0              | 3      | 0      | 0      |
| 2022/23     | → Birmingham City | EFL Championship | 38         | 1          | 5          | 3     | 0     | 1     | —              | —              | —              | 41     | 1      | 6      |
| Club Totaal | Club Totaal       | Club Totaal      | 38         | 1          | 5          | 3     | 0     | 1     | 0              | 0              | 0              | 41     | 1      | 6      |
| 2023/24     | Manchester United | Premier League   | 5          | 1          | 0          | 3     | 0     | 0     | 2              | 0              | 0              | 10     | 1      | 0      |
| Club Totaal | Club Totaal       | Club Totaal      | 8          | 1          | 0          | 3     | 0     | 0     | 2              | 0              | 0              | 13     | 1      | 0      |
| 2023/24     | → Sevilla         | La Liga          | 6          | 0          | 0          | 0     | 0     | 0     | —              | —              | —              | 6      | 0      | 0      |
| Club Totaal | Club Totaal       | Club Totaal      | 6          | 0          | 0          | 0     | 0     | 0     | 0              | 0              | 0              | 6      | 0      | 0      |
| 2024/25     | Burnley           | EFL Championship | 37         | 1          | 4          | 2     | 0     | 1     | —              | —              | —              | 39     | 1      | 5      |
| Club Totaal | Club Totaal       | Club Totaal      | 37         | 1          | 4          | 2     | 0     | 1     | 0              | 0              | 0              | 39     | 1      | 5      |
| Totaal      | Totaal            | Totaal           | 89         | 3          | 9          | 8     | 0     | 2     | 2              | 0              | 0              | 99     | 3      | 11     |

## Interlandcarrière
Mejbri speelde tussen 2018 en 2019 vijftien jeugdinterlands voor Frankrijk. Desondanks debuteerde hij op 5 juni 2021 voor Tunesië: in een vriendschappelijke interland tegen Congo-Kinshasa (1-0-winst) mocht hij van bondscoach Mondher Kebaier tijdens de rust invallen voor Youssef Msakni.
In november 2022 werd Mejbri door bondscoach Jalel Kadri opgeroepen voor het WK 2022, waar Tunesië in een groep zat met Australië, Denemarken en regerend wereldkampioen Frankrijk. Mejbri kwam in Qatar slechts eenmaal in actie: in de eerste groepswedstrijd tegen Denemarken (0-0-gelijkspel) mocht hij tien minuten voor tijd invallen voor Youssef Msakni.